# 基蘭·麥克唐納德
基蘭·麥克唐納德（英語：Kieran MacDonald；1993年7月21日—）是一位蘇格蘭足球運動員。在場上的位置是左後衛和中場。他現在效力於蘇乙球隊東法夫足球會。